# المشيرة
مشيرة أو المشيرة، إحدى بلديات دائرة التلاغمة بولاية ميلة الجزائرية.

## مقدمة
تعتبر البلديات النواة الرئيسية للتنمية المحلية باعتبارها قريبة من المواطن، وقد وضعت أساسا بهدف تسيير شؤون الأشخاص القاطنين بها، وتحسين وضعيتهم الاجتماعية والاقتصادية والصحية، وكذا ترقية المحيط الذي يعيشون فيه. فالسكان يعيشون ويعانون يوميا من مشاكل شتى كالسكن، العمل، نقص المرافق الصحية... الخ، وقد خولت الدولة سلطات إلى البلديات بإتباع نظام اللامركزية من أجل تخفيف من حدة هذه المشاكل والتقليل منها.
إن الاهتمام بتنمية البلديات والدوائر يعتبر من الضروريات من أجل رفع المستوى الصحي للسكان في الجزائر، فتسخير الميزانية الخاصة بالبلدية من أجل ترميم وتعديل الطرقات، أنابيب المياه الصالحة للشرب، أنابيب صرف المياه القذرة وكذا القضاء على البيوت القصديرية سيؤدي حتما إلى تخفيض مستوى الأمراض المتنقلة مثل الجرب، الكوليرا... الخ

## تـعريفها
عرف المشروع البلدية بموجب المادة الأول من القانون رقم ( 90 – 80 ) المؤرخ في 17 أفريل 1990 المتعلق بقانون البلدية على أن البلدية هي الجماعة الإقليمية الأساسية التي تتمتع بالشخصية المعنوية والاستقلال المالي، وعرفها قانون البلدية لسنة 1967 بأن البلدية هي الجماعة الإقليمية السياسية والإدارية والاقتصادية والاجتماعية والثقافية الأساسية ولا شك أن التعريف الثاني ويعكس الوظائف المثيرة للبلدية ومهامها المتنوعة في ظل الفلسفة الاشتراكية .

## الموقع الجغرافي
تقع أقصى جنوب الولاية يحدها من الجنوب بلدية بئر الشهداء بولاية أم البواقي، من الغرب بلدية أولاد اخلوف ومن الشمال دائرة شلغوم العيد أما من الشرق فتحدها بلدية التلاغمة. انبثقت عن التقسيم الإداري الجديد سنة 1984 يبلغ عدد سكانها حوالي 20000 نسمة[بحاجة لمصدر].
بلدية المشيرة
هذه البلدية التي أنشئت في عام 1984 لتصبح إحدى بلديات ال 32 لولاية ميلة نتيجة التقسيم الإداري الجديد بعد ما كانت مجموعة سكانية تابعة للولاية الأولى التاريخية خلال الثورة، ولولاية أم البواقي في عهد الاستقلال، وهاهي ألان تزهو وتتطاول في البنيان لحيوية أهلها وانبساطهم كبساطة أراضيها الفلاحية الشاسعة الكريمة بمنتوجها ككرم أهلها الميامين مما جعل الناس يتوافدون عليها باستمرار من كل حدب وصوب للإقامة فيها ولشرب مائها المعدني العذب كعذوبة أهلها المتخلقين، ومما زاد في عظمتها العشرات من أبنائها من الشهداء والمجاهدين والمسبلين والفدائيين والمحبين الذين قاوموا الاستعمار الفرنسي داخل الوطن وخارجه .
ولقد قمنا بالدراسات والتحاليل الخاصة بالسكان والتنمية الموضحة في الاستبيان التالي :
البلديـــة: 26
الدائــرة:التلاغمة
الـــولاية: ميلة 43
مساحة البلدية بالكلم المربع : 186,1
المسافة التي تفصل البلدية عن:
مقر الدائــــــــــرة : 20 كلم
مقر الولايــــــــــة : تتراوح بين70و 80 كلم حسب الطريق المسلوك
عدد سكان البلدية حسب آخر تعداد عام للسكان والسكن لعام 2008 :
عدد سكان البلدية الإجمالي : 12999
عدد سكان مقر البلدية : 6922
عدد سكان التجمعات السكانية الثانوية : 1100
عدد سكان المناطق المبعثرة : 4977
عدد سكان البلدية في ديسمبر 2010 : 13500
الهيكل التنظيمي لبلدية المشيرة
الهيكل التنظيمي لبلدية المشيرة
في هذا المبحث يقتضي الحديث عن أهم المصالح في بلدية المشيرة وذلك من خلال أربعة مطالب في المطلب الأول نتناول الأمانة العامة ومصلحة الإدارة الوسائل العامة والمطلب الثاني مصلحة التنظيم والشؤون العامة والمطلب الثالث مصلحة التعمير والبناء والطرقات والشبكات المختلفة وأخيراً المطلب الرابع ويتمثل في مصلحة الشؤون الاجتماعية والثقافية والصحة.
الأمـانـة الـعـامـة:
يرأسها الأمين العام للبلدية بالتنسيق مع جميع مصالح البلدية والسهر على حسن سيرها كما يقوم بإعداد جدول الأعمال الخاص بالمجلس الشعبي البلدي وتحرير المداولات ومتابعتها والأمانة العامة هي المشرفة على إدارة البلدية والتنسيق بين مختلف مديرياتها والسهر على السير الحسن للبريد الصادر أو الوارد والأمانة العامة بصفة عامة تتكون من أربعة مكاتب وهي:
1- مكتب الوثائق والأرشيف: ويتولى ما يلي
- التكفل بأرشيف البلدية، حفظه، ترتيبـه، تسييـره، ومتابعته والسهر عليه.
- جمع الوثائق القانونية التنظيمية واستغلالها ووضعها في متناول مصالح البلدية.
- تكوين بنك للوثائق وخاصة منها التي تمس بشكل كبير أو غير مباشر تسييـر مصالح البلدية خاصة والإدارة عامة.
- استغـلال الوثائـق والأرشيـف للقيـام بالـدراسـات والتحاليـل.
- تنسيق العلاقات مع مختلف المصالح الخارجية في مجال المحفوظات والوثائق
2- مكتب الإحصائيات والإعلام الآلي: حيث يتولى ما يلي
- استغلال الإحصائيات للقيام بالدراسات والتحاليل والتلخيصات.
- إعداد التقارير الخاصة بالإحصائيات والتنـشيط الاقتـصادي.
- جمع كـل الإحصائيات المتعلقـة بـمختلف نشاطات البلدية.
- تنسيق العلاقات والتعامل مع المصالح الخارجية في مجال الإحصائيات.
- التنسيق بين مختلف المصالح البلدية.
- القـيام بكـل عمليـات الاعلام الآلي.
- ضبط برنامج لتعميم الإعلام الآلي عبر مختلف المصالح.
3- أمانة الأمين العام :
- تسجيل البريد الصادر والوارد وتوزيعه على مختلف المصالح بعد الإطلاع عليه من طرف الأمين العام
- السهر على السير الحسن لأمانة الأمين العام
- استقبال المكالمات الهاتفية وتسجيلها
- تنظيم استقبالات ومواعيد الأمين العام
4- أمانة المجلس الشعبي البلدي :
- إعداد الاستدعاءات لأعضاء المجلس الشعبي البلدي وكذا مختلف لجانه
- تحرير محاضر اجتماعات المجلس البلدي
- نشر القرارات والمداولات
- تدوين المحاضر والمداولات في السجلات الخاصة بها والمحافظة عليها
- تبليغ القرارات الفردية للمعنيين
- السهر على المحافظة على الأسرار المهنية لعمال المجلس البلدي
- القيام بمهام أخرى يمكن أن تسند إليه من طرف الرئيس أو الأمين العام
مصلحة الإدارة الوسائل العامة
مصلحة الإدارة الوسائل العامة تشمل على أربع مكاتب نتطرق إلى كل مكتب على حدى فيما يلي:
مكتب الميزانيات والحسابات:
- إعداد الميزانية الأولية والإضافيـة والـحساب الإداري.
- جمع مختلف الموارد المالية وتقييمها.
- جمع كل الوثائق المالية المتعلقة بالإعانات ومختلف أنواعها.
- تقـيـيـم الـحساب الإداري ومقارنـتـه مـع حساب التسييـر للقابض البلدي من الأوقات الـمحددة قـانـونـا.
- القيام بالتحاليل المالية الخاصة بكل سنة وتقييمها وفقا لإمكانيات البلدية .
- إعداد الفواتير التابعة للغير وتسجيلها وتدوينها بعد التأكد من تأدية الخدمة.
- إعداد حوالات الـدفع.
- متابعة عمليات التسديد
- التأكد من الاعتمادات الممنوحة لكل عملية على حدى
- مكتب الممتلكات: ويتولى المهام التالية:
- إحصاء الممتلكات البلدية بكل أنواعها (عقارات، منقولات، ممتلكات منتجة أو غير منتجة... إلخ)
- متابعة تحصيل حقوق الإيجار.
- العمـل علـى تعينـها مـن أجل خلق مـوارد جديدة لميزانية البلدية.
- ضبط قائمة المقابر، خزانات المياه، المدارس القرآنية... إلخ ومتابعة تسيرها.
مكتب المستخدمين :
- ضبط قائمة المستخدمين الإداريين والتقنيين.
- متابعة الحياة المهنية للمستخدمين (ترقية، إدماج، حركات بين المصالح... إلخ).
- متابعة الإجراءات التأديبية.
- إعلام المستخدمين بالنصوص المتعلقة بتسيير حياتهم المهنية.
- ضبط الجدول الحقيقي للمستخدمين.
- العمل على إعداد رزنامة تكوين المستخدمين وصورات تحسين مستوياتهم المهنية.
- التحضـيـر والتنظيم والإشراف على المسابقات والامتحانات والفحوص المهنية وكذا اختيارات التوظيف.
- ضبط احتياجات البلدية من المستخدمين حسب مخطط التوظف السنوي
- مكتب الصفقات العمومية والبرامج :
تحتل الصفقات العمومية مكان أساسي في نشاطات الإدارة المتمثلة للدولة بغرض المحافظة على المال العام وبالتالي فإن تسيير هذه الأخيرة متعلقة بالمكانزمات المسطرة من طرف الإدارة خاصة ما تعلق بالإجراءات التقنية الرامية إلى التسيير الأمثل لهذه المعاملات وإنجاز الأشغال المختلفة لتحقيق الخدمة العمومية وتبرم الصفقات العمومية تبعا لإجراء المناقصة التي تعتبر القاعدة العامة أو الإجراء بالتراضي ومكتب الصفقات العمومية يتولى ما يلي:
• إبـرام الصفقات والعقود وتنفيذها
• تنظيم المناقصات والعقود وتنفيذها
• إعداد الحالات المالية والمادية لجميع المشاريع
• ضمان أمانة لجان فتح وتقييم العروض، وكذلك الصفقات العمومية
• متابعـة كل عمليـات الإنـجـاز الـجديدة من تسجيل الـمشروع إلى غاية غلقه
• ضبط برامج دورية تتعلق بالزيارات الميدانية للورشات بالتنسيق مع مختلف المصالح التقنية
مصلحة التنظيم والشؤون العامة: هي عبارة عن تنظيم يتم فيه القيام بعدة وظائف حسب إجراءات معينة بغرض تحقيق أهداف معينة، يقوم هذه الوظائف عدد من القطاعات الحيوية تتبادل أنواع مختلفة من المعلومات وهي تشمل على أربع مكاتب.
مكتب التنظيم والشؤون العامة
- إعداد الوثائق المتعلقة ببطاقة التعريف الوطنية.
- إحصاء كل الأصناف التجارية والمؤسسات التجارية المتواجدة على تراب البلدية.
- ضبط ومتابعة كل السـجلات التجارية والـحرفية.
- متابعة حركة المواطنين (جواز السفر، الإقامة... إلخ).
- التكفل بالتنظيم العام (رخـص الـصـيد... إلخ).

مكتب المنازعات والشؤون القانونية: ويتولى المهام التالية
- متابعة كل النـزاعات التي تكون البلدية طرفا فيها.
- تحرير والـرد على العرائض أمام الهياكل المختصة.
- متابعة تنفيذ الأحكام النهائية سواء لصالح أو ضد البلدية.
- فحص ودراسة العقود التي تصدرها البلدية من حيث الشرعية وخاصة فيما يتعلق بمضمون القرارات.
- إصدار مدونة بالعقود الإدارية البلدية ذلك بصفة دورية.

مكتب الحالة المدنية: ويتولى ما يلـي
- إعداد سجلات الحالة المدنية بكل أنواعها.
- إعـداد الوثائق الخاصة بالـحالة المدنية.
- إحصاء المواليد والزواج والوفيات دوريا.
- تسجيل الأحكام المتعلقة بالحالة المدنية والتصريحات على الهامش.
- استــــخـراج الـوثـائـق.

مكتب الانتخابات والخدمة الوطنية : ويتولى ما يلي
- إعداد بطاقات الانتخاب وإحصاء الناخبين
- مسك وضبـط البطاقة الانتـخابـيـة
- تسجيل وشطب الناخبين
- توزيع بطاقات الانتخاب
- التنسيق مع الحالة المدنية بالنسبة لحركات الناخبين
- العمـل باستمرار على تطهيـر القائمة الانتخابية
- تحضير العمليات الانتخابية (الوسائل المادية والبشرية)
- متابعة عملية تعداد السـكان وحركـة المواطـنين
- إعداد الجدول السنوي لإحصاء شباب الخدمة الوطنية
- إعـداد شهـادات التـسجـيـل والإحـصـاء
- توزيع الاستدعاءات المتعلقة بعملية الفحص الطبي لأداء الخدمة الوطنية

مصلحة الشؤون الاجتماعية والثقافية والصحة: وتـضـم ثـلاثـة مـكـاتـب
1- مكتب الشؤون الاجتماعية: ويتولى ما يلي
- إحصاء الفئات الاجتماعية (مكفوفين، عجزة، شيوخ، ذوي العاهات)
- ضـبط قـائـمة الـمـحـتاجين
- ضبط قائمة أصحاب الدخل الضعيف
- إحصاء السكنات التي لا تتوفر على الشروط الصحية للحياة
- إعداد شهادة الكفـالة والـحضانة والانفصال عن الوالدين
- ضبط وحصر الطلبات المتعلقة بالسكن الوظيفـي للمعلمين
- إنشاء ومتابعة لـجنـة التحقيقـات الاجـتـماعـيـة
- إعـداد الـمحاضر والملفات المتعلـقة بالأشخاص المصابيـن بالأمراض العقـلية قـصد تـحويـلهـم إلـى الـمراكز المختصة

2- مكتب الشؤون الثقافية والرياضية: ويتولى كل المهام المتعلقة بترقية الثقافة والرياضة وفي هذا الشأن يقوم خاصة بما يلي:
- التـنسـيق والـعمل مع مختلف الـجمعيات والرابطـات الثقـافية والرياضية من أجل دعـم الثقـافـة والـرياضـة
- تـنظـيم التـظاهـرات الثقـافية والـرياضيـة
- إحصاء المعالم التاريخية والأثرية والسهر على حمايتها
- تسـييـر الـمـكـتـبـات
- إحصاء وضبط مختلف الجمعيات

3- مكتب النشاط الاجتماعي: ويتولى ما يلي
- مـتابـعـة ملـف الشـبكة الاجتـماعـيـة
- العمل والتنسيق مع الجهات المختصة في مجال الشغل
- إنشاء ومتابعة ورشات النشاطات ذات منفعة عامة
- إحصــاء المستفيدين من المنحة التضامنية الجزافية
- إعداد البطاقات المتعلقة بالمستفيدين من نظام الشبكة الاجتماعية
- إحصاء الفئات الاجتماعية الـمحتاجة
- إحـصـــاء الـبـطـالـيـن

3- مكتب البيئة والصحة العمومية والوقاية:
تتكفل البلدية بحفظ الصحة والمحافظة على النظافة العمومية (المادة 107) في المجالات التالية:
- توزيع المياه الصالحة للشرب.
- صرف المياه القذرة والنفايات الجامدة الحضرية.
- مكافحة ناقلات الأمراض المعدية.
- نظافة الأغذية والأماكن والمؤسسات التي تستقبل الجمهور. هذا ما أدى إلى تأسيس مكاتب لحفظ الصحة ونظافة البلدية.
- السهر على نظافة المواد الاستهلاكية المعروضة للبيع¬.
مصلحة التعمير والبناء والطرقات والشبكات المختلفة :
1- مكتب التعمير والبناء
- التكفل بدراسة ومتابعة وسائل التعمير
- مـتـابعـتـهـا وتـنـفـيذها
- العمل على حماية وسائل التعمير على مستوى إقليم البلدية وفقا للقوانين والتنظيمات
- جـمع كل معطيات المتعلقة بالتعميـر، قصد ضبطها وفقـا لتطـور هذا القطاع
- التكفل بمتابعة التعمير فيما يتعلق برخصة البناء، رخصة التجزئة، رخص الهدم...)
- السهر على مراقبة وتسليم شهادة مطابقة الأشغال
- متابعة التجـديد الـحضري
- متابعة قواعد التعمير والبناء

2- مكتب الطرق والشبكات المختلفة: يتولى ما يلي
- وضع لوحات التعريف بأحياء المدينة وبمقرات مؤسساتها
- صيانـة وحـفـظ اللـوحـات
- العمل على صيانة وحفظ اللوحات
- السهر على تنظيم شبكة النقل ومراقبتها داخل إقليم البلدية
- التحضيـر الـمادي للاحتفـالات والأعيـاد وكـل الأعمـال الـمتعلقة بتزييـن الـمحيط ويمكن أن يشمل على ثلاثة فروع: - فـرع الـطـرقــات
- إعداد بطاقية الاحتـياجات السكان من الـمياه الصالـحة للشرب
- إحصـاء كل الأحيـاء والأمـاكن الـتـي يتطـلب تزويـدها
- جمع المعلومات المتعلقة بتوزيع شبكة المياه على مستوى إقليم البلدية
- إعـداد رخـص إيصـال الـمياه الصالحة للشرب
- السهر على شبكة تصريف المياه القدرة وتطهيـرها
- السهر على تنظيم إقليـم البلدية
- جمع القمامات والفضلات وتفريغها في الأماكن المخصصة لها
- التنسيـق مع لـجان الأحيـاء في عـمليات تنظيف المحيط
- إعـداد الإجراءات التنظيمـية المتعلقة بالنظـافة
- العمل على صيانة ومراقبة أماكن التفريغ العمومي

تحتوي بلدية مشيرة على المرافق الاتية:
- مركز البريد والمواصلات
- ثانوية الشهيدين الاخوة مغلاوي
- متوسطتان ( متوسطة الشهيد معاش صالح ومتوسطة الشهيد خلاف يوسف)
- مركز للتكوين المهني والتمهين
- 7 مدارس ابتدائية
- دار الشباب
- عيادة متعددة الخدمات
- مكتبة بلدية
- مركب جواري متعدد الرياضات
- ملعب بلدي
- مركز متقدم للحماية المدنية
- مسجد عثمان بن عثمان في حي 203مسكن\مشروع الهضاب العليا

تم التعديل والتحرير من طرف بن يسعد فوزي

## الاقتصاد
كما تشتهر البلدية بمياهها المعدنية(مياه روس العيون) التي وصفها الأطباء كعلاج لمرضى الكلى
بلدية مشيرة ذات تاريخ عريق إذ تحتوي على آثار تاريخية قديمة تعود للفترة البيزنطية والرومانية خاصة قرب روس العيون وفي مناطق أخرى مشتى الشارة ومشتى بوتخماتن ونظرا لأهميتها الإستراتيجية فقد استخدمها الحلفاء أثناء الحرب العالمية الثانية كقاعدة عسكرية للقوات الأمريكية والأنجليزية لمهاجمة المحور في تونس
أثناء الثورة التحريرية شهدت البلدية نشاطا ثوريا بزعامة الشهيد شلغوم العيد حيث وقعت عدة مواجهات مع الجيش الفرنسي منها معركة مزرعة جاب الله قرب مشتى الدخلة ونظرا لدورها الثوري فقد ارتكب الاستعمار مجزرة سرية قتل خلالها العديد من الشهداء اكتشفت مؤخرا تضم رفات العديد من الشهداء الذين قتلوا بطريقة وحشية
خـاتــمـة:
بعـد فـترة الـبحث التي قضيناها بالبلدية ومـن خلال دراستنـا لـواقع البلدية واحتكاكنـا بالـموظفين في الميدان الوظيفي تـمكنـا ولو بنسبة قليلة بتحقيق الهدف المرجو، ومن خلال هذه الدراسة لاحظنـا بـعض الـنقائص والـمشاكـل التي تعاني البلدية مثل: نقص الأجـهـزة والمعدات فيجب أن تُزَوَّد جميع المصالـح بالمعدات والوسائل التي تـلـزمـهـا والـهـدف من ذلـك هـو تـحسيـن مـردود العمـل الإداري.